# Isola di Passo
L’isola di Passo (anche Paxò o Paxo; in greco: Παξοί, Paxoí o Paxí) è un'isola della Grecia, una fra le minori delle Isole Ionie.

## Geografia

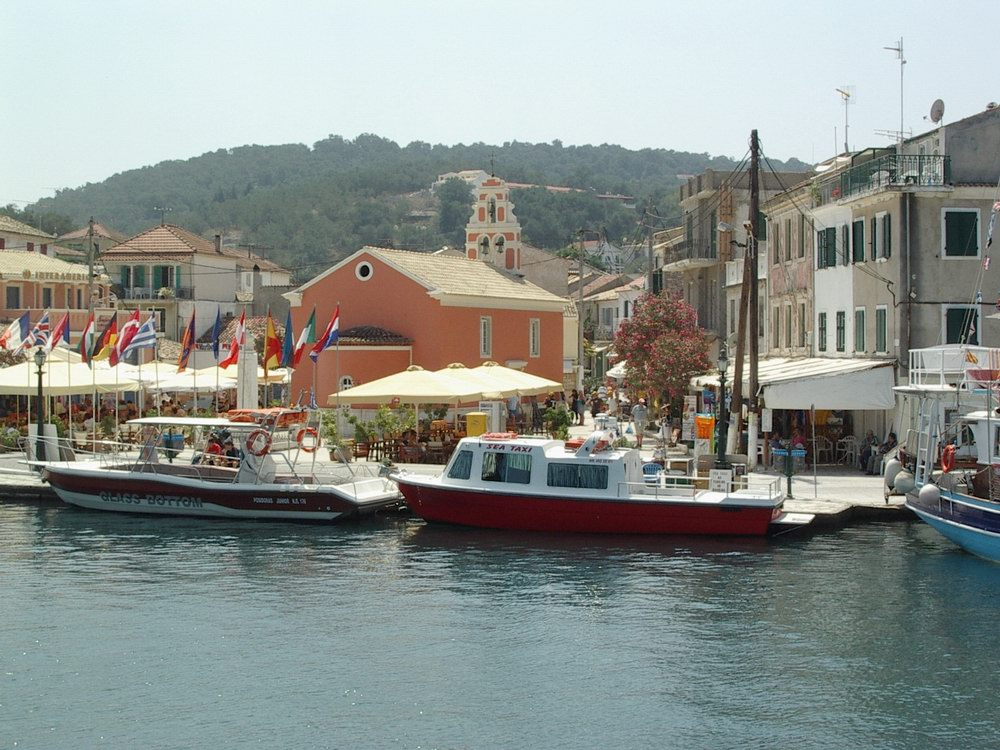
Veduta del capoluogo, Gaios

Passo è situata a sudest dell'isola di Corfù, da cui dista circa 7 miglia nautiche, nonché a sudovest della città di Parga sulla terraferma greca, da cui è separata da un braccio di mare largo 8 miglia nautiche. Con il contiguo isolotto di Antipasso (1 miglio nautico più a sudest) forma un piccolo arcipelago di cui costituisce l'isola principale; in senso più ampio, Passo e Antipasso fanno parte dell'arcipelago di Corfù.
L'isola, che si sviluppa in direzione NO-SE, raggiunge su quest'asse una lunghezza massima di circa 10 km, mentre solo in pochi punti la larghezza supera i 2 km. La massima elevazione raggiunge i 248 metri s.l.m. e la superficie complessiva dell'isola è di 19 km².
Gli abitanti dell'isola, denominati paxioti, ammontano a poco più di duemila e per la metà sono concentrati nel capoluogo Gaios, un piccolo porto peschereccio ben protetto dagli isolotti di Panaghia e Agios Nikolaos. Altri centri abitati sono i pittoreschi porticcioli di Lakka, all'interno di una baia protetta prospiciente l'isola di Corfù, e Loggos, sulla costa nordorientale a metà distanza tra i precedenti.
A seguito della riforma amministrativa greca (Programma Callicrate del 2010), Paxò fa parte dell'omonimo comune assieme alle sue isole minori. Il comune di Paxò fa parte dell'unità periferica di Corfù, a sua volta appartenente alla periferia (regione) delle Isole Ionie.
Paxò è collegata tramite un servizio di traghetti a Corfù, Parga, Igoumenitsa e Brindisi.

## Storia

Bandiera della Repubblica Settinsulare

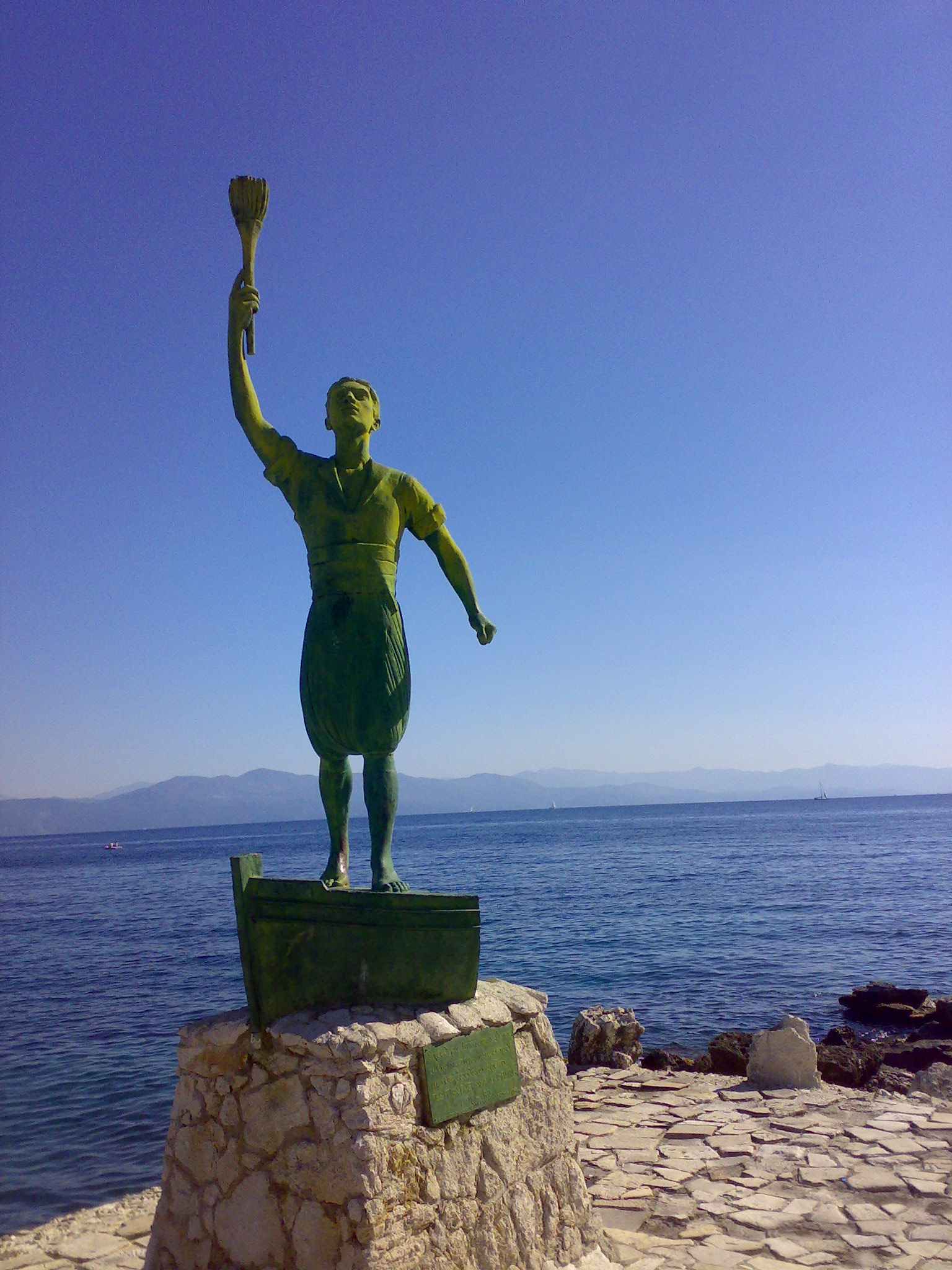
La statua di Anemogiannis

Secondo la mitologia greca, Poseidone separò Paxò da Corfù con il suo tridente in modo da creare un nido d'amore per lui e la sua sposa Anfitrite. L'isola, comunque abitata dall'antichità, ha lasciato poche tracce nella storiografia moderna. Dopo la conquista siculo-normanna del XII-XIII secolo, nel 1386 cadde sotto il dominio della Repubblica di Venezia e al pari delle rimanenti Isole Ionie fu soggetta per secoli a ripetute incursioni saracene: nel 1537 il corsaro Barbarossa saccheggiò l'isola trucidando gli abitanti e schiavizzando i superstiti; nel 1571 l'isola venne nuovamente saccheggiata da una flotta turca.
L'isola rimase a Venezia fino alla caduta della repubblica, nel 1797, e anche negli anni a venire seguì la sorte delle Isole Ionie: dopo un'effimera occupazione francese fu poi presa dai russi ed attribuita alla nuova Repubblica Settinsulare; successivamente alla parentesi napoleonica Paxò entrò a far parte degli Stati Uniti delle Isole Ionie sotto protettorato inglese fino al passaggio al Regno di Grecia nel 1864.
Il più celebre figlio dell'isola è il capitano Georgios Anemogiannis, patriota, giustiziato dai turchi nel 1821.

## Toponimo
Per tutto il periodo della dominazione veneta e fino alla seconda metà dell'Ottocento appare consolidato il nesonimo Paxò e come tale prevale nella letteratura in lingua italiana dell'epoca (opere geografiche, portolani, dizionari enciclopedici, saggi storici). Anche dagli atti ufficiali e amministrativi, sia d'epoca veneziana sia del tempo dell'indipendenza delle Isole Ionie (in cui l'italiano era lingua ufficiale), risulta prevalente l'uso del nesonimo Paxò, come d'altronde ad accentazione tronca sono i nomi delle vicine Corfù e Fanò. Grafie contrastanti dell'epoca sono Paxo e, più raramente, Passo, Paxu, Pachsu e Pacsù.
Col passaggio delle Isole Ionie al regno ellenico, la lingua italiana viene rimpiazzata nell'uso ufficiale da quella greca e ciò provoca il rapido decadimento dell'italiano come lingua di cultura, con la conseguente drastica diminuzione dell'uso scritto del nesonimo italiano e il passaggio da endonimo ad esonimo: è a partire da questo periodo che le varianti Paxo e Passo diventano prevalenti (seppur con grandi oscillazioni nell'uso che perdurano oggi), mentre a partire dal Novecento si registra una relativa tendenza, soprattutto nell'ambito degli atlanti geografici, a ricorrere al toponimo straniero (Paxos, Paxí, Paxoí, Paxoi).